# エバレット海軍基地
エバレット海軍基地 (Naval Station Everett, NAVSTA Everett) はワシントン州エバレットの港湾地区に所在するアメリカ海軍の基地。ピュージェット湾の北東側にあり、シアトルからは北40kmのところにある。複合支援施設はメアリーズビルとアーリントンの間にあり、基地からは北に17kmほど離れている。空母打撃群の母港として整備されている。
エバレット海軍基地は2隻のアーレイ・バーク級ミサイル駆逐艦の母港でもあり、沿岸警備隊はキーパー級カッター USCGC ヘンリー・ブレイク（英語版）とマリンプロテクター型沿岸警備艇 USCGC ブルーシャーク（英語版）を配備している。エバレット海軍基地では約6,000人の水兵および文民が業務に就いているが、基地本体の任務についているのはそのうち約350人である。

## 歴史
エバレット海軍基地の歴史は、1983年にジョン・リーマン海軍長官が「戦略的母港」の構想においてピュージェット湾周辺に海軍基地を設置することを提案したことに始まる。1980年代初めにアメリカ合衆国議会は、それまで少数の基地に集約されていた艦艇を新設する基地に分散させる戦略的母港プログラムを承認した。戦略的母港プログラムはレーガン政権と国防総省だけでなく、上下両院からも支持を受けた。戦略的母港プログラムは、戦力の分散配置、戦闘群の保全性といった軍事的要求に応えるとともに、海軍の地理的プレゼンスの向上に繋がるものとして、1985年に正式に決定された。

## 施設
1984年4月17日に、エバレットは13港の海軍基地の新設候補地の中から理想的な場所として選ばれた。議会は1986年10月2日に最初の建設予算を承認し、1987年11月2日には鍬入れ式が行われた。1988年9月9日には幅37m、全長494mの空母用桟橋の建設契約が5,600万ドルで結ばれた。1992年6月には軍艦3隻が寄港して桟橋の供用開始を祝った。
1993年8月30日にはエバレット海軍基地複合支援施設の建設が始まった。海軍は21万m²の土地を取得して、食堂、為替取引所、家族サービス施設、リサイクルショップ、教育施設、士官候補生詰所、クラフトショップ、教会、宗教教育センター、自動車ホビーショップ、球場、コート、駐車場といったエバレット基地に展開する兵士とその家族のための施設と、50室の海軍宿舎を建設した。
1994年の年初早々にはピュージェット・サウンド海軍造船所からの転属者が続々と入り、新基地での業務開始の準備が進められた。1994年4月8日には1,000人以上の来客を招いて開設式が行われた. 

## 初期配備
1994年9月3日には当初配備予定の7隻のうちUSS イングラハムとUSS フォードが入港した。 続いて1995年11月22日にはUSS ポール・F・フォスターが入港し、同日には海軍からUSS デヴィッド・R・レイ、USS キャラハンおよびUSS チャンドラーが配備されると発表された。USS デヴィッド・R・レイは1996年7月29日、USS キャラハンとUSS チャンドラーは1996年9月27日に入港した。最後に1997年1月8日にUSS エイブラハム・リンカーンが母港をブレマートンのピュージェット・サウンド海軍造船所からエバレットに移した。1998年3月にUSS キャラハンが退役したが、同年5月5日にはUSS ファイフとUSS ロドニー・M・デイヴィスが日本から転属した。1999年9月にはUSS チャンドラーが退役している。
1999年7月には海軍の最終環境影響評価（Environmental Impact Statement、EIS（英語版））が完了し、太平洋艦隊所属の3隻のニミッツ級航空母艦について配備先を検討することになった。EISではブレマートン、エバレット、サンディエゴ、真珠湾の4拠点の評価が行われた。 海軍は、ノースアイランド海軍航空基地をUSS ジョン・C・ステニスに加えてニミッツ級航空母艦2隻の母港とすること、エバレット海軍基地はニミッツ級航空母艦1隻の母港機能を維持することを決定した。USS エイブラハム・リンカーンは6ヶ月間ピュージェット・サウンド海軍造船所のドックに入っていたが、これが無事に完了してエバレット海軍基地への空母1隻配備が継続できるようになった。さらに綿密なEISプロセスが1996年12月に始まり、1997年2月には4拠点において公聴会が開催された。海軍は18ヶ月以上にわたり各拠点が原子力空母の母港として求められる要求基準（運用・訓練・施設・インフラ・メンテナンスのみならず基地要員の生活の質も含む）を満たしているか評価を実施した。

## 母港とする艦艇

### 航空母艦
元々、母港としていたニミッツ級航空母艦ニミッツが2015年1月から16ヶ月に及ぶ能力向上付与による改装工事（DPIA）に先立ち、ピュージェット・サウンド海軍造船所に入渠するため、キトサップ海軍基地で4年間の一時的転属を行っているため現在、所属する空母はない。

### 巡洋艦
いずれもタイコンデロガ級ミサイル巡洋艦。
- チョーシン (USS Chosin, CG-65)
- ケープ・セント・ジョージ (USS Cape St. George, CG-71)

### 駆逐艦
いずれもアーレイ・バーク級ミサイル駆逐艦。
- バリー (USS Barry, DDG-52)
- ジョン・ポール・ジョーンズ (USS John Paul Jones, DDG-53)
- ジョン・S・マケイン (USS John S. McCain, DDG-56)
- マンセン (USS Momsen, DDG-92)
- キッド (USS Kidd, DDG-100)
- グリッドレイ (USS Gridley, DDG-101)
- サンプソン (USS Sampson, DDG-102)

### 沿岸警備隊艦艇
- キーパー級設標船ヘンリー・ブレイク (USCGC Henry Blake, WLM-563)
- マリンプロテクター型沿岸警備艇ブルーシャーク (USCGC Blue Shark, WPB-87360)